# رودريغو سوريا
رودريغو سوريا (بالإسبانية: Rodrigo Soria)‏ هو لاعب كرة قدم أرجنتيني في مركز الوسط، ولد في 14 فبراير 1987 في Villa Domínico ‏ في الأرجنتين. لعب مع Club Deportivo Capiatá ‏.